# Palazzo della Loggia (Capodistria)
Il palazzo della Loggia (Loža in sloveno) è un palazzo in stile gotico veneziano situato nella città di Capodistria, in Slovenia. Situato in piazza Tito, è l'unico municipio in Slovenia risalente all'epoca medievale.

## Storia
Il palazzo venne costruito nel 1463 da Nicolò da Pirano e Tomaso da Venezia, sui resti di due edifici preesistenti.
In seguito allo scoppio della peste in tutta la penisola dell'Istria tra il 1553 e il 1555, la facciata del palazzo venne decorata con stemmi cavallereschi e con una statua di terracotta raffigurante la Madonna col Bambino posta su una nicchia.
Un ulteriore lavoro di ampliamento è stato effettuato nel 1698, quando, su iniziativa del podestà veneziano Marco Michele Salamon (il cui stemma e il cui nome campeggiano sulla facciata della loggia), fu costruito un secondo piano e alla facciata vennero aggiunti due archi supplementari.
Attualmente, al pian terreno del palazzo, si trova un caffè aperto nel 1846.

## Descrizione
L'edificio presenta una facciata in stile gotico veneziano con arcate ogivali. Un leone marciano sovrasta l'ingresso, mentre la statua della Madonna col Bambino in angolo è stata spostata nel museo locale e sostituita da una copia.